# 유지인 (바둑 기사)
유지인(柳智仁, 1974년 ~ )은 대한민국의 아마추어 바둑 기사이다.

## 약력
일본 재일 프로기사 류시훈 九단의 오빠의 친여동생으로 1985년 여류국수전 꿈나무조 우승 1987 ~ 1988년 韓(한)·日(일) 중학생 바둑교류전 한국대표로 출전하여 서울대 사범대학 역사교육과를 졸업하고 1995년 KBS 바둑왕전 보조 진행자, 그 뒤 바둑TV 보조 진행자 겸 해설자의  여류 바둑으로 활동했다.